# Arcahaie
Arcahaie, in creolo haitiano Lakayè, è un comune di Haiti, capoluogo dell'arrondissement omonimo nel dipartimento dell'Ovest.